# نهر نيوتن كلارك الجليدي
نهر نيوتن كلارك الجليدي هو نهر جليدي يقع على المنحدر الجنوبي الشرقي لجبل هود، ولاية أوريغون، الولايات المتحدة.